# Acide N-acétyltalosaminuronique
L'acide N-acétyltalosaminuronique (TalNAc) est un acide uronique dérivé du talose qui constitue, avec la N-acétylglucosamine, les chaînes polysaccharidiques du pseudopeptidoglycane de la paroi cellulaire de certaines archées.